# トンマーゾ・マルティネッリ
トンマーゾ・マルティネッリ（Tommaso Martinelli, 2006年1月6日 - ）は、イタリアのトスカーナ州バーニョ・ア・リーポリ出身のプロサッカー選手。セリエＡのACFフィオレンティーナ 所属。ポジションはゴールキーパー。

## 経歴
2021年からACFフィオレンティーナ のユースアカデミーに加入。
2023-24シーズンにトップチームで初出場してプロデビューした。

## 代表歴
2023年のUEFA U-17欧州選手権にイタリア代表で出場した。